# Ten Rapid (Collected Recordings) 1996–1997
Ten Rapid (Collected Recordings) 1996–1997 – pierwszy album kompilacyjny (i pierwszy w ogóle) szkockiego zespołu Mogwai, wydany 17 kwietnia 1997 roku. Zawiera 9 utworów, wydanych poprzednio na singlach lub składankach, oraz jedno nagranie premierowe („End”).

## Album

### Historia
Zespół Mogwai został założony w 1995 roku w Glasgow w Szkocji przez gitarzystę i wokalistę Stuarta Braithwaite’a, gitarzystę Dominica Aitchisona i perkusistę Martina Bullocha. Później dołączył do nich jeszcze jeden gitarzysta, John Cummings. Zespół zadebiutował na rynku fonograficznym w marcu 1996 roku singlem „Tuner”, po którym został wydany singiel dzielony z zespołem Dweeb, zatytułowany „Angels vs. Aliens”. W dalszej części roku wydany został „Summer”, a na początku 1997 roku „New Paths to Helicon”. Te wczesne nagrania z lat 1996 – 1997 zespół postanowił wydać na składance Ten Rapid. Składanka ukazała się jako album CD nakładem wytwórni Rock Action Records w Wielkiej Brytanii i Jetset Records w USA; w USA ta sama wytwórnia wydała również składankę jako LP. Ten Rapid doczekał się wznowień w XXI wieku: w 2002 roku w Australii (nakładem wytwórni Spunk), w 2003 roku w Wielkiej Brytanii i Europie (nakładem Rock Action Records) i w 2004 roku w USA (nakładem Jetset Records jako podwójna EP-ka w nakładzie limitowanym do 1000 egzemplarzy).

### Lista utworów
Wszystkie utwory zostały napisane przez Mogwai. Utwory „Summer” i „Ithica 27 Ф 9” zostały wydane uprzednio na singlach przez wytwórnię Love Train (1996); ta sama wytwórnia wydała również we wrześniu „A Place For Parks”. „Angels Vs. Aliens” stanowi powtórnie zarejestrowaną wersję nagrania ze splitowego singla z zespołem Dweeb, wydanego przez Ché Trading w lipcu 1996 roku. „I Am Not Batman” znalazł się wcześniej na promocyjnej kasecie Hoover Your Head - Ten Day Weekend, wydanej w październiku. „Tuner” stanowi powtórnie nagraną wersję singlową. „Helicon 2” i „Helicon 1” zostały opublikowane przez Wurlitzer Jukebox w styczniu 1997 roku. Jedynie „End” jest nagraniem premierowym (jest to utwór „Helicon 2” odtworzony od tyłu).
| 1. | Summer            | 4:26  |
|    |                   |       |
| 2. | Helicon 2         | 2:38  |
|    |                   |       |
| 3. | Angels Vs. Aliens | 5:50  |
|    |                   |       |
| 4. | I Am Not Batman   | 3:31  |
|    |                   |       |
| 5. | Tuner             | 2:58  |
|    |                   |       |
| 6. | Ithica 27 Ф 9     | 2:58  |
|    |                   |       |
| 7. | A Place For Parks | 2:14  |
|    |                   |       |
| 8. | Helicon 1         | 6:00  |
|    |                   |       |
| 9. | End               | 2:43  |
|    |                   |       |
|    |                   | 33:18 |
|    |                   |       |

### Muzycy

#### Mogwai
- Dominic Aitchison – gitara basowa, gitara
- John Cummings – gitara
- Martin Bulloch – perkusja
- Stuart Leslie Braithwaite – gitara, instrumenty klawiszowe, wokal, instrumenty perkusyjne

#### Produkcja
- Paul Savage – producent muzyczny (utwory: 1, 3–7, 9)
- Andy Miller – producent muzyczny (utwory: 2, 8)

### Okładka
- Vic (Victoria Braithwaite) – okładka

## Opinie krytyków
Zdaniem Stephena Thomasa Erlewine’a z AllMusic Ten Rapid ma „nastrój tak spójny, że mógłby pochodzić z tej samej sesji. (…) Każda z ich piosenek brzmi jakby krążyła w kółko, otaczając się wzajemnie zazębiającymi się, matematycznymi wzorami. (…) Ten Rapid nie wciąga od razu, choć jest intrygujący”.